# Tổng thống Thổ Nhĩ Kỳ
Tổng thống Thổ Nhĩ Kỳ, chính thức là tổng thống Cộng hòa Thổ Nhĩ Kỳ (tiếng Thổ Nhĩ Kỳ: Türkiye Cumhuriyeti Cumhurbaşkanı), là nguyên thủ quốc gia, người đứng đầu chính phủ của Thổ Nhĩ Kỳ, tổng tư lệnh Lực lượng Vũ trang Thổ Nhĩ Kỳ và là người đứng đầu Hội đồng an ninh quốc gia.
Chức vụ tổng thống được thành lập khi Cộng hòa Thổ Nhĩ Kỳ được tuyên bố thành lập vào ngày 29 tháng 10 năm 1923, với tổng thống đầu tiên là Mustafa Kemal Atatürk. Trước năm 2017, tổng thống chủ yếu là một chức vụ mang tính nghi lễ, quyền hành pháp do thủ tướng Thổ Nhĩ Kỳ thực hiện. Sau cuộc trưng cầu ý dân về hiến pháp năm 2017, chức vụ thủ tướng bị bãi bỏ và quyền hành pháp được chuyển giao cho tổng thống, có hiệu lực kể từ cuộc tổng tuyển cử năm 2018. Tổng thống được bầu trực tiếp với nhiệm kỳ năm năm.
Recep Tayyip Erdoğan là tổng thống đương nhiệm của Thổ Nhĩ Kỳ, giữ chức vụ từ ngày 28 tháng 8 năm 2014.

## Lịch sử
Chức vụ tổng thống được thành lập sau khi Cộng hòa Thổ Nhĩ Kỳ được tuyên bố thành lập vào ngày 29 tháng 10 năm 1923. Mustafa Kemal Atatürk được nhất trí bầu làm tổng thống đầu tiên. Từ năm 1923 đến năm 2014, tất cả các tổng thống ngoại trừ Kenan Evren đều do Đại Quốc hội Thổ Nhĩ Kỳ bầu ra.
Sau cuộc đảo chính năm 1960, Hiến pháp 1961 được ban hành, quy định rằng tổng thống phải cắt đứt mọi quan hệ với các đảng. Sau cuộc đảo chính năm 1980, Hiến pháp 1982 được phê chuẩn trong cuộc trưng cầu ý dân vào ngày 7 tháng 11 năm 1982. Điều khoản tạm thời đầu tiên của Hiến pháp 1982 quy định Evren làm tổng thống cho đến năm 1989.
Sau cuộc trưng cầu ý dân về hiến pháp năm 2007, tổng thống được bầu trực tiếp. Trong cuộc bầu cử tổng thống năm 2014, Recep Tayyip Erdoğan trúng cử tổng thống, là tổng thống đầu tiên được bầu trực tiếp. Sau cuộc trưng cầu ý dân về hiến pháp năm 2017, chính phủ được cải tổ thành tổng thống chế và tổng thống được trao quyền hành pháp.

## Vai trò lãnh đạo

### Nguyên thủ quốc gia
Là nguyên thủ quốc gia, tổng thống thay mặt Thổ Nhĩ Kỳ về đối nội và đối ngoại. Điều 299 Bộ luật Hình sự Thổ Nhĩ Kỳ cấm xúc phạm tổng thống.

### Lãnh đạo đảng
Từ năm 1961 đến năm 2017, tổng thống phải cắt đứt mọi mối quan hệ với của họ nhằm đảm bảo vai trò vô tư của tổng thống trong hệ thống hiến pháp Thổ Nhĩ Kỳ. Sau cuộc trưng cầu ý dân về hiến pháp năm 2017,  tổng thống được trao quyền hành pháp và quy ước này bị bãi bỏ.

### Lãnh đạo khu vực
Thổ Nhĩ Kỳ là một cường quốc vùng có tầm quan trọng chiến lược, ảnh hưởng địa chính trị, sức mạnh kinh tế và quân sự, di sản văn hóa và quan hệ lịch sử. Thổ Nhĩ Kỳ tích cực tham gia vào ngoại giao vùng, hòa giải, hỗ trợ nhân đạo và hợp tác kinh tế nên tổng thống Thổ Nhĩ Kỳ là một nhân vật chủ chốt trong việc định hình xu hướng khu vực và thúc đẩy sự ổn định, thịnh vượng trong khu vực.

## Quy trình bầu cử

### Tiêu chuẩn
Khoản 1 Điều 101 Hiến pháp quy định người ứng cử tổng thống phải có đủ các điều kiện sau đây:
- là công dân Thổ Nhĩ Kỳ đủ điều kiện làm đại biểu Đại Quốc hội;
- đủ 40 tuổi trở lên;
- đã hoàn thành giáo dục bậc cao.[11]

Trong trường hợp đại biểu Đại Quốc hội trúng cử tổng thống thì phải thôi chức đại biểu Đại Quốc hội.

### Bầu cử
Nguyên tắc bầu cử tổng thống được quy định tại Điều 101 Hiến pháp và Luật Bầu cử tổng thống.
Tổng thống được bầu theo hệ thống bầu cử hai vòng theo hình thức phổ thông đầu phiếu. Ứng cử viên nhận được quá nửa tổng số phiếu bầu hợp lệ sẽ được bầu làm tổng thống. Nếu không có ứng cử viên nào đạt được quá nửa số phiếu bầu ở vòng đầu thì vòng hai được tổ chức vào Chủ Nhật tuần thứ hai sau vòng đầu giữa hai ứng cử viên nhận được nhiều phiếu bầu nhất trong vòng đầu.
Trong trường hợp một trong hai ứng cử viên vào vòng hai không thể tranh cử nữa thì sẽ được thay thế với một ứng cử viên ở vòng đầu theo thứ hạng số phiếu bầu. Nếu chỉ còn một ứng cử viên cho vòng thứ hai thì cuộc bỏ phiếu sẽ được tiến hành theo hình thức trưng cầu ý dân. Nếu ứng cử viên đó không nhận được quá nửa số phiếu bầu hợp lệ thì cuộc bầu cử tổng thống sẽ được tổ chức lại.
Tổng thống đương nhiệm tiếp tục làm nhiệm vụ cho đến khi tổng thống mới nhậm chức.

### Tuyên thệ nhậm chức
Khoản 1 Điều 103 Hiến pháp quy định tổng thống phải tuyên thệ nhậm chức như sau:
Với tư cách là tổng thống, tôi lấy danh dự và sự liêm chính xin tuyên thệ trước dân tộc Thổ Nhĩ Kỳ vĩ đại và trước lịch sử rằng tôi sẽ bảo vệ sự tồn tại và độc lập của nhà nước, sự toàn vẹn của đất nước và dân tộc và chủ quyền tuyệt đối của quốc dân; tuân thủ Hiến pháp, pháp quyền, dân chủ, các nguyên tắc và cải cách của Atatürk và các nguyên tắc của nền cộng hòa thế tục; không đi chệch khỏi lý tưởng mọi người đều có quyền được hưởng các quyền con người và các quyền tự do cơ bản trong sự hòa bình, thịnh vượng của đất nước và trên tinh thần đoàn kết, công lý dân tộc; nỗ lực giữ gìn và tôn vinh danh dự, vinh quang, của Cộng hòa Thổ Nhĩ Kỳ; và thực hiện nhiệm vụ mà tôi đã đảm nhận một cách chí công vô tư.

Tổng thống tuyên thệ nhậm chức trước Đại Quốc hội trên truyền hình trực tiếp.

### Giới hạn nhiệm kỳ
Nhiệm kỳ của tổng thống là năm năm và tổng thống được tái cử một lần. Trong trường hợp tổng thống bị Đại Quốc hội bãi nhiệm thì nhiệm kỳ chưa hoàn thành không được tính vào giới hạn hai nhiệm kỳ và tổng thống được tái cử thêm một nhiệm kỳ nữa.

### Khuyết tổng thống và kế nhiệm
Trong trường hợp khuyết tổng thống thì bầu cử tổng thống được tổ chức chậm nhất là 45 ngày. Nếu khuyết tổng thống trong vòng một năm trước cuộc bầu cử Đại Quốc hội thì cuộc bầu cử tổng thống được tổ chức cùng lúc với cuộc bầu cử Đại Quốc hội. Nếu khuyết tổng thống hơn một năm trước cuộc bầu cử Đại Quốc hội thì tổng thống mới giữ chức vụ cho đến ngày bầu cử Đại Quốc hội và thời gian này không được tính là một nhiệm kỳ.

### Bãi nhiệm
Tổng thống có thể bị Đại Quốc hội điều tra trong trường hợp phạm tội. Kiến nghị điều tra được ít nhất quá nửa tổng số đại biểu Đại Quốc hội đề xuất và phải được ít nhất ba phần năm tổng số đại biểu tán thành chậm nhất là một tháng. Một ủy ban gồm 15 đại biểu Đại Quốc hội tiến hành cuộc điều tra, thành phần ủy ban theo tỷ lệ số ghế của các đảng trong Đại Quốc hội. Ủy ban báo cáo kết quả điều tra cho chủ tịch Đại Quốc hội chậm nhất là hai tháng nhưng thời hạn điều tra có thể được gia hạn thêm một tháng. Báo cáo kết quả điều tra được lưu hành cho các đại biểu Đại Quốc hội chậm nhất là mười ngày kể từ khi nộp cho chủ tịch Đại Quốc hội và được đưa ra thảo luận mười ngày kể từ ngày được lưu hành. Nếu ít nhất hai phần ba tổng số đại biểu Đại Quốc hội biểu quyết tán thành thì Tòa án hiến pháp xét xử tổng thống. Việc xét xử được hoàn tất chậm nhất là ba tháng nhưng có thể được gia hạn một lần thêm ba tháng. Trong trường hợp bị kết tội thì tổng thống bị bãi nhiệm.
Trong thời gian điều tra, tổng thống không được giải tán Đại Quốc hội.

### Nơi ở chính thức

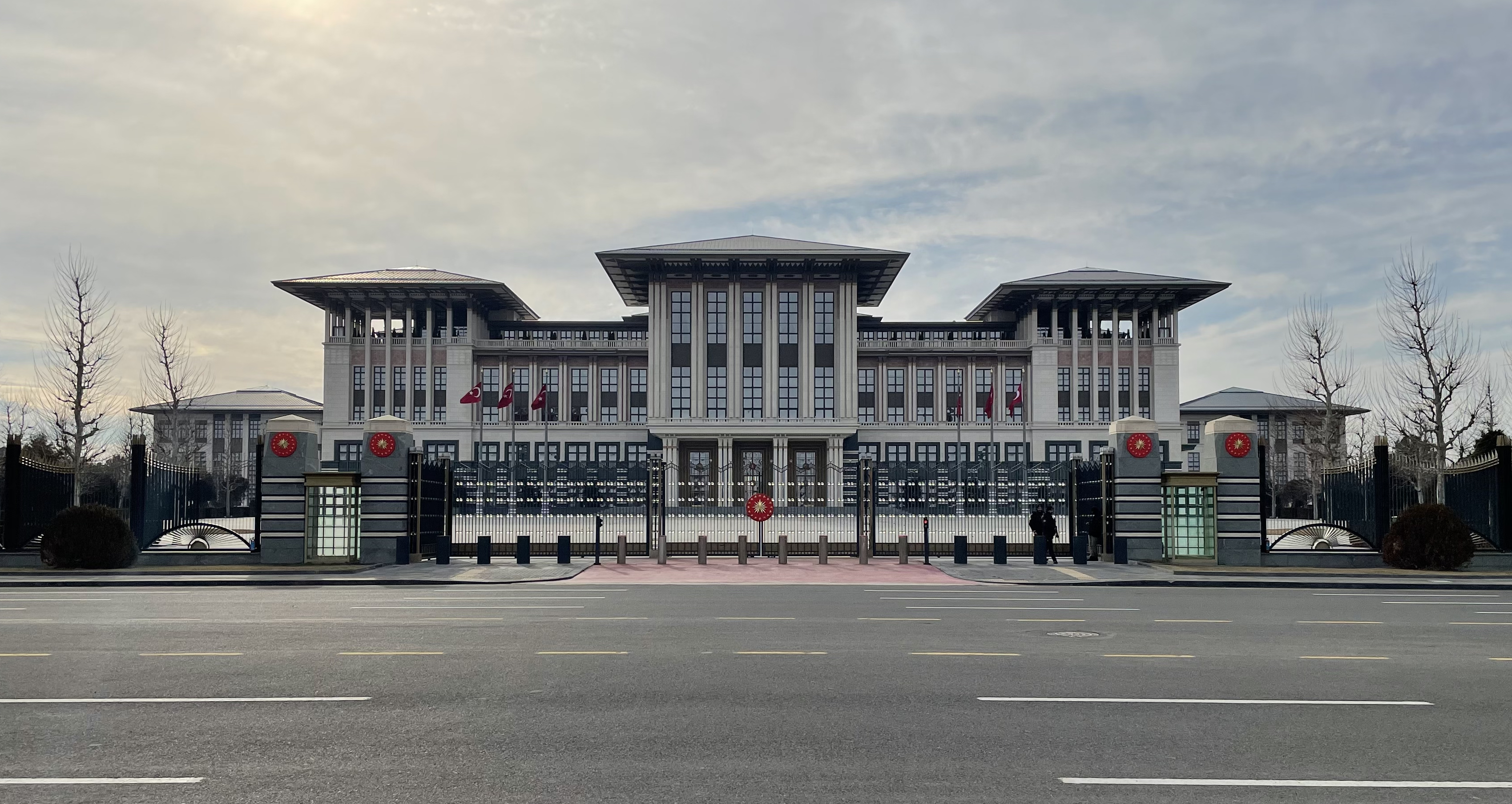
Dinh Tổng thống tại Ankara

Dinh Tổng thống ở Ankara là nơi ở chính thức của tổng thống từ ngày 29 tháng 10 năm 2014 theo quyết định của Tổng thống Erdoğan. Từ năm 1923 đến năm 2014, Dinh thự Çankaya là nơi ở chính thức của tổng thống. Nhà khách Tổng thống là nhà khách chính thức của tổng thống và là nơi ở thứ hai của tổng thống khi cần thiết. Biệt thự Huber, Biệt thự Hải quân Florya Atatürk và Biệt thự Vahdettin được sử dụng làm nơi làm việc hoặc nơi nghỉ dưỡng của tổng thống.

## Nhiệm vụ và quyền hạn
Tổng thống có những nhiệm vụ và quyền hạn sau đây:
- khai mạc kỳ họp đầu tiên của Đại Quốc hội vào ngày đầu tiên của năm lập pháp,
- triệu tập kỳ họp bất thường của Đại Quốc hội khi thấy cần thiết,
- ban hành luật hoặc đề nghị Đại Quốc hội xem xét lại dự luật,
- đề nghị Tòa án Hiến pháp hủy bỏ toàn bộ hoặc một phần của luật và nội quy Đại Quốc hội trái với hiến.
- bổ nhiệm, miễn nhiệm phó tổng thống và các bộ trưởng.
- thống lĩnh Lực lượng Vũ trang Thổ Nhĩ Kỳ và bảo vệ chủ quyền, toàn vẹn lãnh thổ của Thổ Nhĩ Kỳ,
- bổ nhiệm sĩ quan cấp cao của Lực lượng Vũ trang Thổ Nhĩ Kỳ, bao gồm Tổng tham mưu trưởng Thổ Nhĩ Kỳ,
- cử đại sứ và tiếp nhận đại sứ của nước ngoài,
- đàm phán, ký kết, phê chuẩn và công bố điều ước quốc tế,
- trưng cầu ý dân về dự luật liên quan đến việc sửa đổi Hiến pháp Thổ Nhĩ Kỳ,
- giảm nhẹ hoặc ân xá các bản án vì lý do bệnh mãn tính, khuyết tật hoặc tuổi già,
- giản tán Đại Quốc hội và tổ chức tổng tuyển cử mới,
- trình Đại Quốc hội phê duyệt dự toán ngân sách nhà nước,
- triệu tập và chủ trì các phiên họp của Hội đồng an ninh quốc gia,
- ban bố tình trạng khẩn cấp với sự đồng ý của Đại Quốc hội,
- ban hành sắc lệnh về các vấn đề thuộc quyền hành pháp, ngoại trừ các quyền cơ bản được quy định tại Hiến pháp, các vấn đề mà Hiến pháp quy định là do luật định và các vấn đề được pháp luật điều chỉnh rõ ràng (trong trường hợp sắc lệnh trái với luật thì luật có hiệu lực cao hơn và sắc lệnh bị vô hiệu nếu Đại Quốc hội ban hành luật về cùng một vấn đề).
- bổ nhiệm các thành viên Hội đồng giám sát nhà nước và chỉ đạo Hội đồng giám sát nhà nước tiến hành các cuộc điều tra, thanh tra và kiểm tra.
- bổ nhiệm 12 thẩm phán Tòa án Hiến pháp, một phần tư số thành viên Hội đồng Nhà nước, tổng công tố viên, phó tổng công tố viên của Tòa phá án và bốn thành viên Hội đồng Thẩm phán và Công tố viên.

## Quyền tổng thống
Trong trường hợp tổng thống tạm thời vắng mặt thì phó tổng thống giữ quyền tổng thống cho đến khi tổng thống trở lại. Trong trường hợp khuyết tổng thống thì phó tổng thống giữ quyền tổng thống cho đến khi tổng thống mới được chậm nhất là 45 ngày kể từ ngày khuyết tổng thống. Nếu khuyết tổng thống trong vòng một năm trước khi cuộc tổng tuyển cử được tổ chức thì cuộc bầu cử Đại Quốc hội được tiến hành cùng lúc với cuộc bầu cử tổng thống. Nếu khuyết tổng thống hơn một năm trước khi cuộc tổng tuyển cử được tổ chức thì tổng thống mới giữ chức vụ cho đến cuộc tổng tuyển cử.